# Xerospermophilus
Xerospermophilus es un género de ardillas terrestres. Son endémicas de México y USA.

## Especies
Se reconocen las siguientes especies:
- Xerospermophilus mohavensis (Merriam, 1889)
- Xerospermophilus perotensis (Merriam, 1893)
- Xerospermophilus spilosoma (Bennett, 1833)
- Xerospermophilus tereticaudus (Baird, 1858)